# Novoaidar (huyện)
Huyện Novoaidar (tiếng Ukraina: Новоайдарський район, chuyển tự: Novoaidars’kyi raion) là một huyện của tỉnh Luhansk thuộc Ukraina. Huyện Novoaidar có diện tích 1536 km², dân số theo điều tra dân số ngày 5 tháng 12 năm 2001 là 28451 người với mật độ 19 người/km2. Trung tâm huyện nằm ở Novoaidar.